# Локтионов, Александр Дмитриевич
Алекса́ндр Дми́триевич Локтио́нов (11 [23] августа 1893, село Верхний Любаж, Курская губерния — 28 октября 1941, посёлок Барбыш вблизи Куйбышева) — советский военачальник, генерал-полковник (04.06.1940). Расстрелян 28 октября 1941 года. После смерти Сталина реабилитирован.

## Первая мировая война
С началом Первой мировой войны в 1914 году призван в Русскую императорскую армию, зачислен рядовым в Павловский лейб-гвардии полк. В 1915 году окончил полковую учебную команду и продолжил службу в полку унтер-офицером. В 1916 году окончил Ораниенбаумскую школу прапорщиков. С 1916 года участвовал в боях Первой мировой войны на Западном и Юго-Западном фронтах. Воевал командиром роты Полтавского 30-го пехотного полка, командиром роты Финляндского лейб-гвардии полка.
После Февральской революции 1917 года был избран членом полкового солдатского комитета Финляндского полка, также был командиром батальона и помощником командира этого полка. Последний военный чин — поручик.

## Гражданская война
С 1918 года — в Красной Армии. На фронтах Гражданской войны с 1918 года воевал в 604-м стрелковом полку: командир батальона, помощник командира полка, с сентября 1919 — командир полка. В конце 1919 года назначен командиром 70-го стрелкового полка. С 1920 года — командир 27-й стрелковой бригады 9-й стрелковой дивизии. Сражался на Южном и Кавказском фронтах против армий генерала А. И. Деникина. Отличился в боях по изгнанию белых войск из Донбасса, в должности командира бригады — в ликвидации Улагаевского десанта на Кубани, а также в боях против армии П. Н. Врангеля в Крыму.

## Послевоенное время
После гражданской войны с июня 1921 года командовал 97-й стрелковой бригадой, с мая 1922 года — 33-й стрелковой дивизией. С июля 1923 года — помощник командира 2-й Тульской стрелковой дивизии, с октября 1924 года — командир 2-й Белорусской стрелковой дивизии. Член РКП(б) с 1921 года. Окончил Высшие академические курсы (1923), курсы усовершенствования высшего начсостава при Военной академии имени М. В. Фрунзе (1928), курсы партийно-политической подготовки командиров-единоначальников при Военно-политической академии имени Н. Г. Толмачёва (1930). С ноября 1930 года — командир и комиссар 4-го стрелкового корпуса. С декабря 1933 года — помощник командующего войсками Белорусского военного округа по авиации, а с мая 1935 года — на той же должности в Харьковском военном округе.

## На высших командных должностях
В августе 1937 года назначен командующим войсками Среднеазиатского военного округа, с ноября того же года — начальник ВВС РККА — заместитель Народного комиссара обороны СССР по авиации. С июля 1940 года — первый командующий войсками Прибалтийского Особого военного округа, созданного на территории присоединённых к СССР Латвии, Литвы и Эстонии.
На 18-м съезде ВКП(б) в 1939 году избран кандидатом в члены ЦК ВКП(б). Депутат Верховного Совета СССР 1-го созыва (с 1937).
В декабре 1940 года зачислен в распоряжение Народного комиссара обороны СССР. По другим данным, в марте 1941 года ввиду болезни был направлен на лечение в Москву и зачислен в распоряжение Народного комиссара обороны СССР.

## Арест и гибель
11 марта 1941 года СНК СССР утвердил секретное постановление № 501-213с «О незаконном вывозе генерал-полковником Локтионовым в Москву мебели и посуды из занимаемой им квартиры в г. Риге», обязав Локтионова вернуть всю увезённую им из Риги мебель обратно и оплатить стоимость её перевозок в оба конца.
Арестован 19 июня 1941 года. Содержался во внутренней тюрьме НКВД СССР в Москве, а после начала Великой Отечественной войны вывезен в Куйбышев. В тюрьме подвергался допросам и избиениям, не выдержав которых, оговорил себя. Расстрелян 28 октября 1941 года с группой других генералов без суда на основании предписания Л. П. Берии. В октябре 1955 года посмертно реабилитирован.
Жена — Елена Степановна Локтионова (1897 г.р.) в июле 1942 года была осуждена как член семьи изменника Родины к пяти годам лагерей.

## Награды
- 2 ордена Красного Знамени (23.03.1923[8], 22.02.1938[9])
- Орден Красной Звезды (1936)
- Медаль «XX лет РККА» (22.02.1938)

## Воинские звания
- Комкор (20.11.1935).[10]
- Командарм 2-го ранга (22.02.1938).[11]
- Генерал-полковник (4.06.1940).[12]

## Память
- Под Самарой на месте расстрела установлен памятный знак, на котором значится так: «Установлен на месте захоронения жертв репрессий 30-40-х гг. Поклонимся памяти невинно погибших…»[13]

### Комментарии
1. ↑  На предварительном следствии Мерецков признал себя виновным. В ходе следствия 15 июля 1941 года ему была организована очная ставка с  Локтионовым, на которой Локтионова сильно избивали в присутствии Мерецкова, при этом Мерецков уличал Локтионова в участии в «военно-фашистском заговоре» и убеждал подписать признательные показания[5].

### Сноски
1. ↑  Локтионов Александр Дмитриевич // Большая советская энциклопедия: [в 30 т.] — 3-е изд. — М.: Советская энциклопедия, 1969.
2. 1 2  Линия адаптивной радиосвязи — Объектовая противовоздушная оборона / [под общ. ред. Н. В. Огаркова]. — М. : Военное изд-во М-ва обороны СССР, 1978. — С. 24. — (Советская военная энциклопедия : в 8 т. ; 1976—1980, т. 5).
3. ↑  Черушев Н. С., Черушев Ю. Н. Расстрелянная элита РККА. 1937—1941: Биографический словарь. — М.: Кучково поле, 2012. — С. 423.
4. ↑  Бюллетень рассекреченных документов федеральных государственных архивов на отраслевом портале «Архивы России» (действует под патронатом Росархива). Выпуск 5. 1941 год. Дата обращения: 10 мая 2018. Архивировано 11 мая 2018 года.
5. ↑  Черушев, 2006, с. 230—240.
6. ↑  Политбюро и дело Берия: Сборник документов // Документ: Заключение Р. А. Руденко по делу Б. В. Родоса. — М., 2012. — С. 864—866. В документе приводятся показания бывшего следователя НКВД СССР В. Г. Иванова, присутствовавшего при избиениях Г. М. Штерна.
7. ↑  Черушев Н. С. Сын за отца не отвечает. — М., 2010—304 с.
8. ↑  Сборник лиц, награждённых Орденом Красного Знамени (РСФСР) и Почётным Революционным Оружием. Дата обращения: 26 мая 2011. Архивировано 1 марта 2014 года.
9. ↑  Указ Президиума Верховного Совета СССР от 22 февраля 1938 года. Дата обращения: 26 мая 2011. Архивировано из оригинала 17 декабря 2012 года.
10. ↑  Постановление СНК СССР № 2395 от 20.11.1935 г.
11. ↑  Постановление СНК СССР № 224 от 22.02.1938 г.
12. ↑  Постановление СНК СССР от 4.06.1940 № 945
13. ↑  Расстрел в запасной столице. Дата обращения: 14 апреля 2012. Архивировано из оригинала 8 марта 2019 года.